# Top Gun: Maverick (filmzene)
A Top Gun: Maverick (Music From the Motion Picture) a Top Gun: Maverick (2022) című filmben elhangzó dalokat tartalmazó filmzenei album, amelynek zeneszerzői Lorne Balfe, Harold Faltermeyer, Lady Gaga és Hans Zimmer. Az albumon a film zenéje mellett két eredeti dal is található; a Hold My Hand Lady Gaga előadásában, valamint az I Ain’t Worried a OneRepublictól. Mindkét dal megjelent hivatalos kislemezként a filmzenei album kiadása előtt. A kiadvány tartalmazza Kenny Loggins Danger Zone című dalát, amely az első, 1986-os filmben is szerepelt. A filmzene 2022. május 27-én jelent meg az Interscope Records gondozásában digitális és fizikai formátumban.

## Kidolgozás
2017 júniusára a Top Gun zeneszerzője, Harold Faltermeyer visszatért a folytatás zenéjének megírására. Később, 2018 októberében Hans Zimmer csatlakozott Faltermeyerhez, hogy megzenésítse a filmet, később pedig Lorne Balfe és Lady Gaga is csatlakozott a projekthez. Zimmer egy új, eredeti főcímet készített a filmhez, amely a 2022 februárjában bemutatott előzetesben szerepelt, és amelyet Johnny Marr gitáros játszott. Marr azt állította, hogy a főcím „teljesen véletlen” volt, és nem nézte meg a film előzetesét a zeneszerzés előtt. A Variety-nek adott interjújában Marr így nyilatkozott: „Azt hiszem, volt valami probléma a főcím hangzásával, én ott voltam a közelben, és van egy gitárom. Ennyire egyszerű volt a dolog.” A Twenty One Pilots frontembere, Tyler Joseph elmondta, hogy a hírek szerint az együttesük szerepelt volna a filmzenében, mielőtt Tom Cruise kiszorította volna őket. A zenész Kenny Loggins megerősítette, hogy a Danger Zone című dala, amely az első filmben szerepelt, a folytatásban is felcsendül. A Great Balls of Fire, egy másik dal az első filmből, amelyet Jerry Lee Lewis adott elő, szintén szerepel a folytatásban. A dalt Miles Teller adja elő, aki Bradley "Rooster" Bradshaw hadnagyot alakítja a filmben.
2022. április 27-én Gaga bejelentette, hogy ő írta és vette fel a Hold My Hand című dalt, amely a film főcímdala lesz, emellett elárulta, hogy a filmzene producere is. 2022. április 27-én Gaga elmondta, hogy évekig dolgozott a dalon, és „fel sem fogta, hogy milyen sokrétegűen átfogja a film szívét, a saját pszichéjét és a világ természetét, amelyben élünk”, miközben írta. A 2022. május 3-án kislemezként megjelent dalt Benjamin Rice-szal és BloodPoppal közösen írta. Egy másik kislemez, a OneRepublic I Ain’t Worried című száma május 13-án jelent meg. A filmzenei album 2022. május 27-én jelent meg az Interscope Records gondozásában.

## A kritikusok értékelései
A filmzene pozitív kritikákat kapott, Pete Hammond a Deadline Hollywoodtól, Brian Lloyd az Entertainment.ie-től, Tomris Larfy a RogerEbert.com-tól és Chris Bumbray a JoBlo.com-tól „a film egyik pozitívumának” nevezte a Faltermeyer, Gaga, Balfe és Zimmer által komponált zenét. A Zanobard Reviews szerint „a Top Gun: Maverick filmzenéje az elejétől a végéig nagyon szórakoztató és hihetetlenül nosztalgikus zenei élményt nyújt”.

## Az albumon szereplő dalok listája
| Top Gun: Maverick (Music From the Motion Picture) dallista | Top Gun: Maverick (Music From the Motion Picture) dallista | Top Gun: Maverick (Music From the Motion Picture) dallista                  | Top Gun: Maverick (Music From the Motion Picture) dallista | Top Gun: Maverick (Music From the Motion Picture) dallista | Top Gun: Maverick (Music From the Motion Picture) dallista | Top Gun: Maverick (Music From the Motion Picture) dallista | Top Gun: Maverick (Music From the Motion Picture) dallista | Top Gun: Maverick (Music From the Motion Picture) dallista | Top Gun: Maverick (Music From the Motion Picture) dallista |
|                                                            | Cím                                                        | Szerző(k)                                                                   | Előadó(k)                                                  | Hossz                                                      |                                                            |                                                            |                                                            |                                                            |                                                            |
| ---------------------------------------------------------- | ---------------------------------------------------------- | --------------------------------------------------------------------------- | ---------------------------------------------------------- | ---------------------------------------------------------- | ---------------------------------------------------------- | ---------------------------------------------------------- | ---------------------------------------------------------- | ---------------------------------------------------------- | ---------------------------------------------------------- |
| 1.                                                         | Main Titles (You've Been Called Back to Top Gun)           | Harold Faltermeyer                                                          |                                                            | 2:30                                                       |                                                            |                                                            |                                                            |                                                            |                                                            |
| 2.                                                         | Danger Zone                                                | Giorgio Moroder Tom Whitlock                                                | Kenny Loggins                                              | 3:36                                                       |                                                            |                                                            |                                                            |                                                            |                                                            |
| 3.                                                         | Darkstar                                                   | Faltermeyer Lorne Balfe                                                     |                                                            | 3:01                                                       |                                                            |                                                            |                                                            |                                                            |                                                            |
| 4.                                                         | Great Balls of Fire (live)                                 | Otis Blackwell Jack Hammer                                                  | Miles Teller                                               | 1:55                                                       |                                                            |                                                            |                                                            |                                                            |                                                            |
| 5.                                                         | You're Where You Belong / Give 'Em Hell                    | Hans Zimmer Michael Tucker Lady Gaga                                        |                                                            | 5:46                                                       |                                                            |                                                            |                                                            |                                                            |                                                            |
| 6.                                                         | I Ain’t Worried                                            | Björn Yttling Tyler Spry Peter Morén Brent Kutzle John Eriksson Ryan Tedder | OneRepublic                                                | 2:28                                                       |                                                            |                                                            |                                                            |                                                            |                                                            |
| 7.                                                         | Dagger One is Hit / Time to Let Go                         | Faltermeyer Zimmer Balfe Max Aruj                                           |                                                            | 5:06                                                       |                                                            |                                                            |                                                            |                                                            |                                                            |
| 8.                                                         | Tally Two / What's the Plan / F-14                         | Andrew Kawczynski Zimmer Balfe                                              |                                                            | 4:34                                                       |                                                            |                                                            |                                                            |                                                            |                                                            |
| 9.                                                         | The Man, The Legend / Touch Down                           | Zimmer Faltermeyer Tucker Gaga                                              |                                                            | 3:54                                                       |                                                            |                                                            |                                                            |                                                            |                                                            |
| 10.                                                        | Penny Returns (interlude)                                  | Zimmer Tucker Gaga                                                          |                                                            | 2:47                                                       |                                                            |                                                            |                                                            |                                                            |                                                            |
| 11.                                                        | Hold My Hand                                               | Gaga Tucker                                                                 | Lady Gaga                                                  | 3:45                                                       |                                                            |                                                            |                                                            |                                                            |                                                            |
| 12.                                                        | Top Gun Anthem                                             | Faltermeyer                                                                 | Harold Faltermeyer Lexii Lynn Frazier                      | 4:13                                                       |                                                            |                                                            |                                                            |                                                            |                                                            |
| 43:35                                                      |                                                            |                                                                             |                                                            |                                                            |                                                            |                                                            |                                                            |                                                            |                                                            |

| A japán kiadás bónuszdala | A japán kiadás bónuszdala | A japán kiadás bónuszdala | A japán kiadás bónuszdala | A japán kiadás bónuszdala | A japán kiadás bónuszdala | A japán kiadás bónuszdala | A japán kiadás bónuszdala | A japán kiadás bónuszdala | A japán kiadás bónuszdala |
|                           | Cím                       | Hossz                     |                           |                           |                           |                           |                           |                           |                           |
| ------------------------- | ------------------------- | ------------------------- | ------------------------- | ------------------------- | ------------------------- | ------------------------- | ------------------------- | ------------------------- | ------------------------- |
| 13.                       | Canyon Dogfight           | 3:20                      |                           |                           |                           |                           |                           |                           |                           |
| 46:55                     |                           |                           |                           |                           |                           |                           |                           |                           |                           |

A filmzenén nem szereplő, de a filmben szereplő dalok a következők:
- Hank Williams – "Your Cheatin' Heart"
- David Bowie – "Let’s Dance"
- T. Rex – "Bang a Gong (Get It On)"
- Otis Redding & Carla Thomas – "Tramp"
- Foghat – "Slow Ride"
- The Who – "Won’t Get Fooled Again"

## Közreműködők
A Film Music Reporter adatai alapján
| - Supervising Zenei Vágó: Cecile Tournesac - Zeneszerkesztő: Ryan Rubin - További zenei szerkesztés: Peter Myles, Mikael Sandgren - Zenei tanácsadók: Jason Bentley, T Bone Burnett, Kathy Nelson, Ryan Tedder - Kiegészítő zene: David Fleming, Andrew Kawczynski, Steve Mazzaro - Kiegészítő hangszerelés: Steve Davis, Sven Faulconer, Stuart Michael Thomas, Max Aruj, Steffen Thum - Kiemelt zenészek: - Basszus: Nico Abondolo, Trey Henry - Cselló: Tina Guo, Ro Rowan - Francia kürt: Dylan S. Hart - Trombita: Thomas Hooten - Elektromos gitár: Lexii Lynn Frazier - Dobok: Chad Smith - Hegedű: Ben Powell - Filmzenei tanácsadó: Guthrie Govan - Zenekari összeállítás: Bruce Fowler, Walt Fowler, David Giuli, Jennifer Hammond, Yvonne Suzette Moriarty, Booker White | - Zenei előkészítés: Booker White - Zenekari vállalkozó: Peter Rotter - Filmzenei hangkeverés: Al Clay, Stephen Lipson - Filmzenei hangkeverő asszisztens: Alvin Wee - Sequencer programozás: Omer Benyamin, Steven Doar - Hangmérnök: Chuck Choi - Hangmérnök asszisztens: Alejandro Moros, Alex Lamy, Fabio Marks, Jim Grimwade, Aldo Arechar, Kevin Anderson, Florian Faltermeyer, Alfie Godfrey, Michael Bitton - Szintetizátor programozás: Hans Zimmer, Lorne Balfe - Tervezés: Kevin Schroeder - Digitális műszertervezés: Mark Wherry - Digitális műszer előkészítés: Taurees Habib, Raul Vega - Zenei produkciós szolgáltatások: Steven Kofsky - Filmzenei koordinátor: Shalini Singh, Queenie Li - Hans Zimmer asszisztensei: Cynthia Park, Nicole Jacob |

## Helyezések
| Lista (2022)                               | Legjobb helyezés |
| ------------------------------------------ | ---------------- |
| Ausztrália (ARIA Top 50 Albums)            | 11               |
| Ausztria (Ö3 Austria Top 40)               | 7                |
| Belgium (Ultratop Flandria)                | 18               |
| Belgium (Ultratop Vallónia)                | 15               |
| Csehország (ČNS IFPI Albums Top 100)       | 58               |
| Egyesült Királyság (UK Compilation Albums) | 1                |
| Egyesült Királyság (UK Digital Albums)     | 3                |
| Egyesült Királyság (UK Soundtrack Albums)  | 1                |
| Finnország (Suomen virallinen lista)       | 21               |
| Franciaország (SNEP Album Top 100)         | 17               |
| Hollandia (Dutch Charts Album Top 100)     | 85               |
| Horvátország Nemzetközi Albumok (HDU)      | 12               |
| Írország Válogatásalbumok (OCC)            | 3                |
| Japán (Oricon)                             | 5                |
| Japán (Billboard Japan)                    | 4                |
| Kanada (Billboard Canadian Albums Chart)   | 23               |
| Lengyelország (ZPAV Album Top 50)          | 19               |
| Litvánia (AGATA)                           | 28               |
| Németország (Offizielle Top 100)           | 16               |
| Norvégia (VG-lista Album Top 40)           | 8                |
| Olaszország (FIMI)                         | 74               |
| Portugália Válogatásalbumok (AFP)          | 1                |
| Spanyolország (PROMUSICAE Top 100 Álbumes) | 57               |
| Svájc (Schweizer Hitparade Top 100 Albums) | 3                |
| USA Billboard 200                          | 17               |
| USA Soundtrack Albums (Billboard)          | 2                |
| Új-Zéland (RMNZ)                           | 16               |

| Lista (2022)   | Legjobb helyezés |
| -------------- | ---------------- |
| Japán (Oricon) | 10               |

| Lista (2022)                     | Helyezés |
| -------------------------------- | -------- |
| Ausztria (Ö3 Austria)            | 68       |
| Belgium (Ultratop Flanders)      | 138      |
| Belgium (Ultratop Wallonia)      | 144      |
| Franciaország (SNEP)             | 70       |
| Japán (Oricon)                   | 67       |
| Japán (Billboard Japan)          | 47       |
| Svájc (Schweizer Hitparade)      | 29       |
| US Billboard 200                 | 163      |
| US Filmzenei Albumok (Billboard) | 7        |

## Minősítések és eladási adatok
| Régió                                                            | Minősítés | Eladott példányszám |
| ---------------------------------------------------------------- | --------- | ------------------- |
| Franciaország (SNEP)                                             | platina   | 100 000‡            |
| Svájc(IFPI Switzerland)                                          | arany     | 10 000‡             |
| Egyesült Királyság (BPI)                                         | ezüst     | 60 000‡             |
| ‡ Eladási+streaming példányszámok kizárólag a minősítés alapján. |           |                     |

## Megjelenések
| Régió       | Dátum              | Formátum(ok)                    | Kiadó      | Forr.  |
| ----------- | ------------------ | ------------------------------- | ---------- | ------ |
| Világszerte | 2022. május 27.    | CD digitális letöltés streaming | Interscope | [ 6 ]  |
| Világszerte | 2022. november 18. | Bakelitlemez                    | Interscope | [ 71 ] |